# Carolyn Graves
Carolyn Brand "Carie" Graves (Madison, 27 giugno 1953 – 19 dicembre 2021) è stata una canottiera statunitense, specialista dell'otto, disciplina in cui ha vinto un oro olimpico a Los Angeles 1984 ed un bronzo a Montréal 1976.
Nella staessa disciplina ha vinto anche due argenti ai campionati del mondo di Nottingham 1975 e Hamilton 1978.
Dopo il ritiro ha allenato ad Università Harvard, alla Northeastern University, per dieci anni, e successivamente, per quattordici, alla Università del Texas ad Austin.

## Palmarès
- Giochi olimpici

Montréal 1976: bronzo nell'otto.
Los Angeles 1984: oro nell'otto.
- Campionati del mondo

Nottingham 1975: argento nell'otto.
Hamilton 1978: argento nell'otto.